# Erax atticus
Erax atticus är en tvåvingeart som först beskrevs av Friedrich Hermann Loew 1871.  Erax atticus ingår i släktet Erax och familjen rovflugor. Inga underarter finns listade i Catalogue of Life.